# Commerce du bois britannique
Le commerce du bois britannique consiste en l’importation de bois de la Baltique, puis de l’Amérique du Nord, par les Britanniques. Au cours du Moyen Âge et de la période Stuart, la Grande-Bretagne disposait d'importantes ressources domestiques en bois, et particulièrement appréciés, les célèbres chênes britanniques constituaient l’épine dorsale de nombreuses industries, telles que la construction navale; mais pas la fonderie du fer, qui utilisait du charbon de bois dérivé du bois de divers autres arbres.

## Origines
Juste avant la révolution industrielle, le prix du bois en Angleterre augmenta, alors que les quota nationaux étaient devenues plus difficiles à obtenir. De nombreuses industries ont donc été forcées de passer à des substituts. Au fur et à mesure que la révolution industrielle avançait, le charbon remplaçait le bois d'œuvre comme combustible, tandis que la brique remplaçait le bois d'œuvre destiné à la construction.
Cependant, il faudra plusieurs décennies avant que le fer puisse être utilisé en remplacement du bois de marine dans la construction navale. Au XVIIIe siècle, l’Angleterre n’avait pas épuisé son stock national de bois feuillus de sciage, mais à l'instar des Pays-Bas, elle importait du bois tendre. Chaque pays a sur son sol des arbres et du bois, toutefois le bois de marine était un produit beaucoup plus rare. Les bois de marine idéaux étaient le chêne, le pin sylvestre; mais pas l’épicéa et d’autres grands arbres. Il est particulièrement difficile de trouver des arbres qui conviennent pour devenir des mâts, susceptibles d'être souvent remplacé après tempête ou usure, une exigence cruciale pour tout la marine à voile. Alors que des arbres appropriés mettent des décennies à pousser, dans des pays densément peuplés comme l'Angleterre, un mètre carré de terrain pouvait généralement être utilisé de manière beaucoup plus rentable, en produisant des denrées alimentaires plutôt que du bois d'œuvre.
Le bois n’était donc une industrie viable que dans les pays à faible densité de population tels que la Scandinavie, ceux de la région de la Mer Baltique et de l’Amérique du Nord. Les pays de la Baltique, et en particulier la Norvège, présentaient d'autres avantages, notamment des scieries de qualité supérieure, et des prix de transport souvent inférieurs à ceux des déplacements terrestres lointains. À la fin du XVIIe siècle, le secteur maritime britannique a eu de plus en plus recours aux importations de bois de la Baltique.

## Inquiétudes sur le commerce du bois
L'importation de bois en provenance de la Baltique présentait deux défauts notables dans l'esprit des hommes d'État britanniques. Le premier était d'ordre économique. Les Britanniques avaient un important déficit commercial avec l'ensemble de la région balte. La Grande-Bretagne avait besoin d'un grand nombre de ressources essentielles de la Baltique, mais ne disposait pas de suffisamment de marchandises pour être exportée vers la Baltique, et compenser ces achats. Le déficit devait donc être compensé par des exportations en devises. Ce déséquilibre a provoqué un grand mécontentement parmi les économistes mercantilistes de l’époque. Le problème était encore aggravé par le fait que contrairement aux autres régions où les Britanniques avaient un déficit commercial, comme l'Inde, le commerce balte ne pouvait pas être justifié au motif que la Grande-Bretagne avait gagné à la fin, de la réexportation vers le continent; les produits baltes étaient abondamment utilisés en Grande-Bretagne. La plupart des pays de la seconde moitié du XVIIe siècle ont considéré le commerce baltique comme une dépense regrettable mais nécessaire à la défense du territoire. L’utilisation du bois par la flotte marchande, qui devait par la suite aider à l’introduction de devises dans le pays, apportait une certaine consolation aux mercantilistes. La domination étrangère sur le commerce du bois de la Baltique était également préoccupante. Ce problème n'a été que partiellement résolu par l'inclusion du commerce du bois dans les actes de navigation (Navigation Acts) de 1651 et 1660. Bien que les actes aient réussi à exclure les Néerlandais du commerce britannique avec la Baltique, ils ont néanmoins permis aux pays baltes d'exporter leur propre bois. Ce sont surtout les Danois, les Suédois et les Allemands qui remplacèrent les Néerlandais dans ce commerce, car les marchands britanniques ne le considéraient pas comme suffisamment rentable. En effet, il était difficile de tirer profit du commerce balte, puisqu'un chargement de produits manufacturés britanniques pouvait acheter 70 chargements de bois; la plupart des navires entrant dans la Baltique étaient donc vides, ce qui était très inefficace. La plupart des marchands britanniques pouvaient employer leurs navires dans des échanges coloniaux et manufacturés plus rentables, une option que les marchands baltes n’avaient pas.
Ces problèmes commerciaux liés aux importations de bois de la Baltique ont été aggravés par un problème militaire et stratégique. La dépendance à l'égard du bois de la Baltique était primordiale dans l'esprit des hommes d'État britanniques à la fin du XVIIe siècle, principalement à cause des dangers stratégiques. Il n’existait pas de commerce aussi important du point de vue militaire que celui du bois de la Baltique ainsi que les munitions de marine de la Baltique, mais il y en avait aussi peu d'aussi fragiles. Outre le commerce en provenance de Norvège, les navires de bois devaient passer par l'Øresund- le détroit étroit séparant le Danemark de Suède - un passage facilement bloqué par les marines ennemies, en particulier les Hollandais qui étaient géographiquement bien placé pour faire obstacle au commerce à travers la Mer du Nord; comme le pouvaient aussi, dans une moindre mesure, les Français. La montée en puissance de la Suède était également menaçante: en 1690, elle était au sommet de sa brève période de puissance mondiale. La Suède était également un puissant protectionniste du commerce et avait imposé des droits élevés aux importations britanniques. L'Empire suédois était également en expansion après s'être emparé de la Livonie ainsi que la Poméranie, deux sources importantes de bois d’œuvre. Ainsi, à partir des guerres anglo-néerlandaises de la fin du XVIIe siècle, des hommes d'État et des marchands britanniques commencèrent à chercher une alternative à ces importations.
Josiah Child, par exemple, estimait que le commerce devait être limité aux seuls navires britanniques, même si les autorités commerciales réclamaient une réglementation du commerce du bois baltique, mais aucune mesure n'a été prise avant 1704, lorsque la sécurité britannique a été menacée. La grande menace pour la sécurité de la Grande-Bretagne s'est produite pendant la Guerre de Succession d'Espagne, ce que certains ont qualifié de premier conflit mondial. Ce n'est qu'alors que le Parlement britannique a tenté de mettre fin à la dépendance de la Grande-Bretagne vis-à-vis du bois de la Baltique. L'Amérique du Nord était la seule alternative viable aux régions baltes. La Nouvelle-Angleterre disposait en particulier de vastes quantités des bois appropriés. Les principaux inconvénients étaient le manque d’infrastructures dans les colonies et des coûts de transport beaucoup plus élevés pour les marchés britanniques. À partir de 1704, un certain nombre d'initiatives furent lancées pour encourager l'utilisation du bois colonial par rapport à celui de la Baltique. Ces encouragements incluaient des primes (bounties) aux producteurs nord-américains, et des règles interdisant l'exportation de bois d'œuvre colonial vers d'autres pays que l'Angleterre. Cependant, ces efforts ont été vains et les flottes de la marine et de la marine marchande sont restées dépendantes du bois de la Baltique. Le bois de la Baltique demeurait encore environ un tiers du prix du bois d’Amérique du Nord. Après la fin de la guerre de succession d'Espagne, la menace pesant sur les approvisionnements en bois britanniques a diminué et, malgré la persistance de fortes pressions mercantilistes pour accroître le protectionnisme, rien n'a été fait le siècle suivant.
Pendant tout le XVIIIe siècle, la suprématie navale de la Grande-Bretagne dans la mer du Nord n'a jamais été mise en doute. Cependant, la position commerciale de la Grande-Bretagne restait défavorable. À quelques exceptions près, la Grande-Bretagne affichait toujours un déficit commercial constant avec l'ensemble de la Région de la Baltique. Bien que cette situation ait été considérée comme préjudiciable par les économistes de l'époque, aucune mesure significative ne fut prise pour tenter de la prévenir. Bien que les lois de l'époque de la reine Anne soient restées en vigueur, il était bien connu qu'elles étaient totalement inefficaces pour réduire la dépendance à l'égard de la Baltique. Au cours de cette période, d'autres désavantages économiques liés au commerce se sont également développés. Les colonies américaines ne pouvaient encore exporter que peu de bois en Angleterre, seuls les grands mâts pouvaient justifier le coût du long voyage transatlantique. Ainsi, la Nouvelle-Angleterre, plutôt que de produire du bois de marine et des munitions de marine pour la mère patrie, construisait ses propres navires moins chers et souvent de qualité supérieure à ceux fabriqués en Grande-Bretagne. Cela constituait une violation supplémentaire des principes importants du mercantilisme et de l'ancien système colonial qui considérait que la fabrication dans les colonies allait à l'encontre des intérêts de la Grande-Bretagne. Cependant, le Parlement ne réussit pas à se laisser influencer par les constructeurs navals, les marchands ou les producteurs de bois coloniaux qui espéraient mettre un terme à la concurrence balte. Il faudrait encore une fois que la marine fasse pression pour que des politiques mercantilistes soient adoptées.

## Restrictions commerciales
La tentative suivante de mettre fin à la dépendance de la Grande-Bretagne vis-à-vis de la Baltique a de nouveau eu lieu au cours d’un grand conflit à l’échelle européenne qui avait des composantes navales importantes. Les guerres napoléoniennes ont rouvert les craintes de la Grande-Bretagne quant à la rupture du commerce du bois de la Baltique. Le Danemark et les détroits, comme toute l'Europe continentale, étaient à la merci de l'armée de Napoléon Bonaparte et beaucoup des autres ports de bois de la Baltique étaient menacés par le blocus continental de Napoléon. Le gouvernement fit donc une tentative plus concertée que jamais auparavant pour mettre fin à la dépendance de la Grande-Bretagne vis-à-vis du bois de la Baltique. Pendant toute la période commençant en 1795, les droits de douane sur les importations de bois d’œuvre étranger ont régulièrement augmenté. En 1807, un prélèvement de 275% fut finalement appliqué à toutes les importations de bois baltes en Grande-Bretagne. Cette taxe réussit à rendre le bois canadien plus rentable que celui de la Baltique. Les exportations de bois canadien en Grande-Bretagne triplèrent et plus, passant de 27 000 chargements en 1807 à 90 000 chargements en 1809. L'énorme volume de bois et ses nombreuses exigences ont rapidement conduit le commerce transatlantique du bois à devenir le plus important marché britannique, occupant un quart du tonnage des marchands britanniques. Le grand commerce balte précédent avait presque disparu, le bois européen n'étant utilisé que pour les articles de luxe.
Après le retour de la paix en Grande-Bretagne, les tarifs sur le bois d’œuvre n’ont pas tardé à survivre. Au début, ils ont même été renforcés, mais dès 1820, le bois est devenu l'un des premiers domaines d'application de la théorie du libre-échange. Cela est dû en partie à la persistance de puissants marchands qui souhaitaient voir l’ancien commerce balte rétabli. Les intérêts commerciaux avec les colonies étaient encore plus forts. Le voyage beaucoup plus long de l'Amérique du Nord britannique à la Grande-Bretagne a nécessité l'emploi de beaucoup plus de navires et de marins. Le trajet le plus long impliquait non seulement plus d’affaires, mais aussi un trajet plus rentable pour les marchands britanniques, d’autant plus que les étrangers étaient toujours exclus des Navigation Acts. Les militaires, cependant, n'aimaient pas le bois canadien. Les longs voyages abaissaient sa qualité et il était beaucoup plus sensible à la pourriture sèche qui était l'un des ennemis les plus implacables de la marine. Une frégate en bois colonial avait tendance à n'avoir que la moitié de la durée de vie d'un navire balte.
En raison de la grande importance du bois d'œuvre, un comité de la Chambre des lords fut formé en 1820 pour examiner l'état du commerce du bois. Sous la direction de Lord Lansdowne, le comité appuie fermement la réduction des droits. Cela a été considéré comme l'un des premiers succès de l'idéologie de libre-échange en Grande-Bretagne. Les droits n'ont pas été supprimés, mais ils ont été ramenés à un niveau qui laisse le bois de la Baltique compétitif par rapport à celui du Canada. Ces réductions étaient un exemple rare de laisser-faire à une époque presque totalement engagée dans le mercantilisme. L'après-guerre a également vu une grande réticence à faire respecter les obligations qui étaient en place. La contrebande fulgurante de bois en provenance et à destination de la Norvège a été en grande partie ignorée, de même que les exportations illégales de devises destinés à financer le commerce. En 1824, les droits furent encore réduits lorsque la Grande-Bretagne commença à signer des traités de réciprocité avec d'autres puissances. Sur les dix premiers traités commerciaux bilatéraux signés, sept d'entre eux concernaient des pays baltes, couvrant tous les principaux exportateurs de bois, à l'exception de la Russie. Ces renversements rapides de la politique commerciale de la Baltique à une époque où le libre-échange était primordial peuvent certainement être attribués à la réticence de la marine à devenir dépendante du bois canadien, maintenant que le commerce avec la Baltique était incontestablement sécurisé.

## Le teck birman
L'une des raisons de la première et de la deuxième guerre anglo-birmane (1824-1826 et 1852, respectivement) était de chercher à exploiter d'autres ressources en bois. La Birmanie devait céder Assam, Manipur, Rakhine (Arakan) et Tanintharyi (Tenessarim), puis les provinces côtières restantes: Ayeyarwady, Yangon et Bago. Au cours des années suivantes, le bois a été récolté en introduisant de nouvelles techniques. Les Britanniques coupèrent l'écorce des arbres et les laissèrent sécher avant de les abattre environ quatre ans plus tard avec l'utilisation d'éléphants. Le bois sec étant plus facile à abattre et à flotter dans l'eau, la rivière Irrawaddy était donc utilisée pour transporter le bois vers les scieries situées près de Rangoon.
Le bois australien, notamment les bois de Jarrah et de Karri, était une autre source. Certaines rues de Londres sont encore pavées de bois de Karri du sud de l'Australie occidentale. Mais le bois de Jarrah est plus résistant à l'eau et donc plus précieux que Karri dans la construction de navires.